# Gauliga Elsass 1941-1942
Navigation
Gauliga Elsaß
1940-1941 Gauliga Elsaß
1942-1943
Le championnat 1941-1942 de Gauliga Elsaß est la deuxième édition de la Gauliga Elsaß. Elle a vu la consécration du SG SS Straßburg.

## Les douze clubs participants
| \| Rasen SC Straßburg SG SS Straßburg SC Schiltigheim FC Hagenau FK Mars Bischheim FC Mülhausen 93 ASV Mülhausen FC Stern Mülhausen SpVgg Kolmar FC Kolmar SV Wittenheim TuS Schweighausen \| Localisation des clubs. |
| Rasen SC Straßburg SG SS Straßburg SC Schiltigheim FC Hagenau FK Mars Bischheim FC Mülhausen 93 ASV Mülhausen FC Stern Mülhausen SpVgg Kolmar FC Kolmar SV Wittenheim TuS Schweighausen                               |

| Club                               | Nom germanisé      | Classement 1940-1941 | Provenance  |
| ---------------------------------- | ------------------ | -------------------- | ----------- |
| RC Strasbourg                      | Rasen SC Straßburg | 1er (Groupe A)       | Division 1  |
| SC Schiltigheim                    | -                  | 2e (Groupe A)        | DH Alsace   |
| Red Star Strasbourg                | SG SS Straßburg    | 3e (Groupe A)        | DH Alsace   |
| FC Haguenau                        | FC Hagenau         | 4e (Groupe A)        | DH Alsace   |
| CS Mars Bischheim                  | FK Mars Bischheim  | 5e Groupe A          | DH Alsace   |
| FC Mulhouse                        | FC Mülhausen 93    | 1er (Groupe B)       | Division 2  |
| SR Colmar                          | SpVgg Kolmar       | 2e (Groupe B)        | Division 2  |
| FC Wittenheim                      | SV Wittenheim      | 3e (Groupe B)        | DH Alsace   |
| FC Colmar                          | FC Kolmar          | 4e (Groupe B)        | DH Alsace   |
| CA Mulhousien                      | ASV Mülhausen      | 5e (Groupe B)        | DH Alsace   |
| FC 1920 Schweighouse-sur-Moder     | TuS Schweighausen  | 1er (Basse-Alsace)   | Bezirksliga |
| FC Mulhouse-Stern[réf. nécessaire] | FC Stern Mülhausen | 1er (Haute-Alsace)   | Bezirksliga |

## Résumé de la saison
Quatre équipes sont reléguées et intègrent les Bezirksligen (groupes de 2e division).

## Classement final
Le SG SS Straßburg termine premier du championnat.
| Rang | Équipe             | Pts | J  | G  | N | P  | Bp | Bc | Diff |
| ---- | ------------------ | --- | -- | -- | - | -- | -- | -- | ---- |
| 1    | SG SS Straßburg    | 40  | 22 | 19 | 2 | 1  | 70 | 20 | +50  |
| 2    | Rasen SC Straßburg | 38  | 22 | 17 | 4 | 1  | 78 | 20 | +58  |
| 3    | SpVgg Kolmar       | 30  | 22 | 14 | 2 | 6  | 65 | 26 | +39  |
| 4    | FC Mülhausen 93    | 29  | 22 | 13 | 3 | 6  | 55 | 38 | +17  |
| 5    | SC Schiltigheim    | 24  | 22 | 10 | 4 | 8  | 46 | 41 | +5   |
| 6    | FK Mars Bischheim  | 23  | 22 | 9  | 5 | 8  | 43 | 35 | +8   |
| 7    | FC Hagenau         | 20  | 22 | 7  | 6 | 9  | 29 | 58 | -29  |
| 8    | FC Kolmar          | 18  | 22 | 8  | 2 | 12 | 40 | 58 | -18  |
| 9    | TuS Schweighausen  | 14  | 22 | 6  | 2 | 14 | 31 | 44 | -13  |
| 10   | FC Stern Mülhausen | 14  | 22 | 5  | 4 | 13 | 36 | 58 | -22  |
| 11   | ASV Mülhausen      | 10  | 22 | 4  | 2 | 16 | 32 | 79 | -47  |
| 12   | SV Wittenheim      | 4   | 22 | 1  | 2 | 19 | 18 | 66 | -48  |

Légende
- Champion de Gauliga, qualifié pour le championnat national
- Vice-Champion de Gauliga
- Relégués en Bezirksliga 1942-1943

## Championnat d'Allemagne
En tant que champion de la Gauliga Elsaß 1941-1942, le SG SS Straßburg disputa le championnat d'Allemagne de football 1941-1942. Au  premier tour, il bat 2-0 le Stuttgarter Kickers, puis bat 2-1 en huitièmes-de-finale le 1. FC Schweinfurt 05, mais s'incline en quarts-de-finale contre le futur champion, le Schalke 04 sur le score de 6-0. Cela constitue la meilleure performance d'un club de la Gauliga Elsaß dans le championnat allemand.